# Endiablade
Endiablade ou Comment des jumeaux causèrent la mort d'un chef de bureau (en russe : Дьяволиада) est une nouvelle de l'écrivain soviétique Mikhaïl Boulgakov parue dans l'almanach Niedra en 1924.
Endiablade est la première œuvre importante, mais aussi la seule de Boulagakov à avoir été non seulement publiée, mais éditée en recueil de son vivant en URSS.

## Réception
Vendue en automne 1923 à l'almanach Niedra à Moscou, publiée en 1924, la nouvelle est incluse dans un recueil en 1925. Peu de temps après sa parution, l'ouvrage est retiré des rayons par le Glavlit (service de la censure) jusqu'en 1926. En 1928, le recueil est publié sous le titre Les Œufs du destin à Riga.
C'est le premier texte qui valut une certaine célébrité à son auteur. Parmi les premiers critiques, Evguéni Zamiatine, le chef de file des Frères Sérapion, qui écrit un compte rendu favorable dans les Izvestia en 1924. Quelques voix issues de la « critique prolétarienne » s'élèvent contre la peinture un peu sévère de la réalité soviétique ou le manque de profondeur psychologique du personnage principal, Korotkov. Ces prises de positions négative provoquent la confiscation du volume. Boulgakov est désigné comme « ennemi de classe et élément antirévolutionnaire » : « Voila un nouvel écrivain qui ne fait même pas semblant de se déguiser en compagnon de route. » selon les Izvestia.
Après la mort de l'écrivain, en 1940, la nouvelle reparaît en URSS seulement en 1987.

## Personnages
- Bartholomé Korotkov : chef de bureau titulaire au Glavtsentrbazspimat (Premiert Dépôt central de matériel pour allumettes) depuis onze mois entiers.
- Alexandra Fiodorovna : une employée du Goubvindklad, voisine de Korotkov.
- Tchekouchine : directeur du Dépôt où travaille Korotkov.
- Kalsoner : le nouveau directeur.

## Résumé
La nouvelle commence le 21 septembre 1921 et se déroule sur quelques jours. Le caissier de l'entreprise revient bredouille : il n'y a pas d'argent, les salaires ne seront pas versés. Trois jours plus tard, Korotkov peut enfin passer à la caisse, mais il est payé en nature : il perçoit son salaire en allumettes. Il reçoit ainsi « quatre grands paquets jaunes, cinq petits paquets verts et seize boîtes d'allumettes bleues ». Stupéfait, le paisible et naïf chef de bureau Korotkov rentre chez lui dans un état second. Là, il déballe le précieux emballage : « Inutile de se lamenter, essayons de les vendre. » puis se rend chez sa voisine, Alexandra Fiodorovna, en larmes devant quarante-six bouteilles contenant un liquide rouge ; elle aussi a été payée en nature. À Korotkov qui lui demande si c'est de l'encre, la malheureuse répond que c'est du vin de messe ! La malheureuse a quand même la force de l'avertir que ses allumettes sont de mauvaise qualité et ne brûlent pas. Inquiété par les allégations de sa voisine, Korotkov retourne chez lui et teste les allumettes. Rapidement, l'une d'elles se casse et une étincelle frappe la paupière du fonctionnaire. Brûlé à l'œil gauche, Korotkov continue néanmoins ses essais jusque tard dans la nuit. Après avoir craqué ainsi soixante-trois allumette, il est rasséréné. 
Le lendemain, il revient très en retard au bureau, où il trouve une demande à laquelle il ne peut répondre qu'avec l'aval du directeur. Chemin faisant, il tombe sur une inconnue, trapue, chauve, boitant de la jambe gauche, avec un visage minuscule. L'homme l'interpelle sèchement. Korotkov ignore visiblement l'identité du mystérieux personnage. L'entrevue se passe mal. Korotkov demande à la secrétaire du directeur, qui elle aussi a un œil bandé (le droit dans son cas), qui lui annonce que l'ancien directeur a été viré la veille, et déjà remplacé par un personnage infect.
Korotkov est limogé arbitrairement par le nouveau directeur, Kasoner. Se révoltant contre cette injustice, et cherchant à être rétabli dans ses droits, Korotkov se lance à la poursuite du nouveau chef. Ce faisant, il découvre le caractère maléfique de ce dernier. Envahi de terreur, poursuivi, il finit par se suicider, en « s'envolant dans le soleil » (il saute d'un parapet).